# 족욕

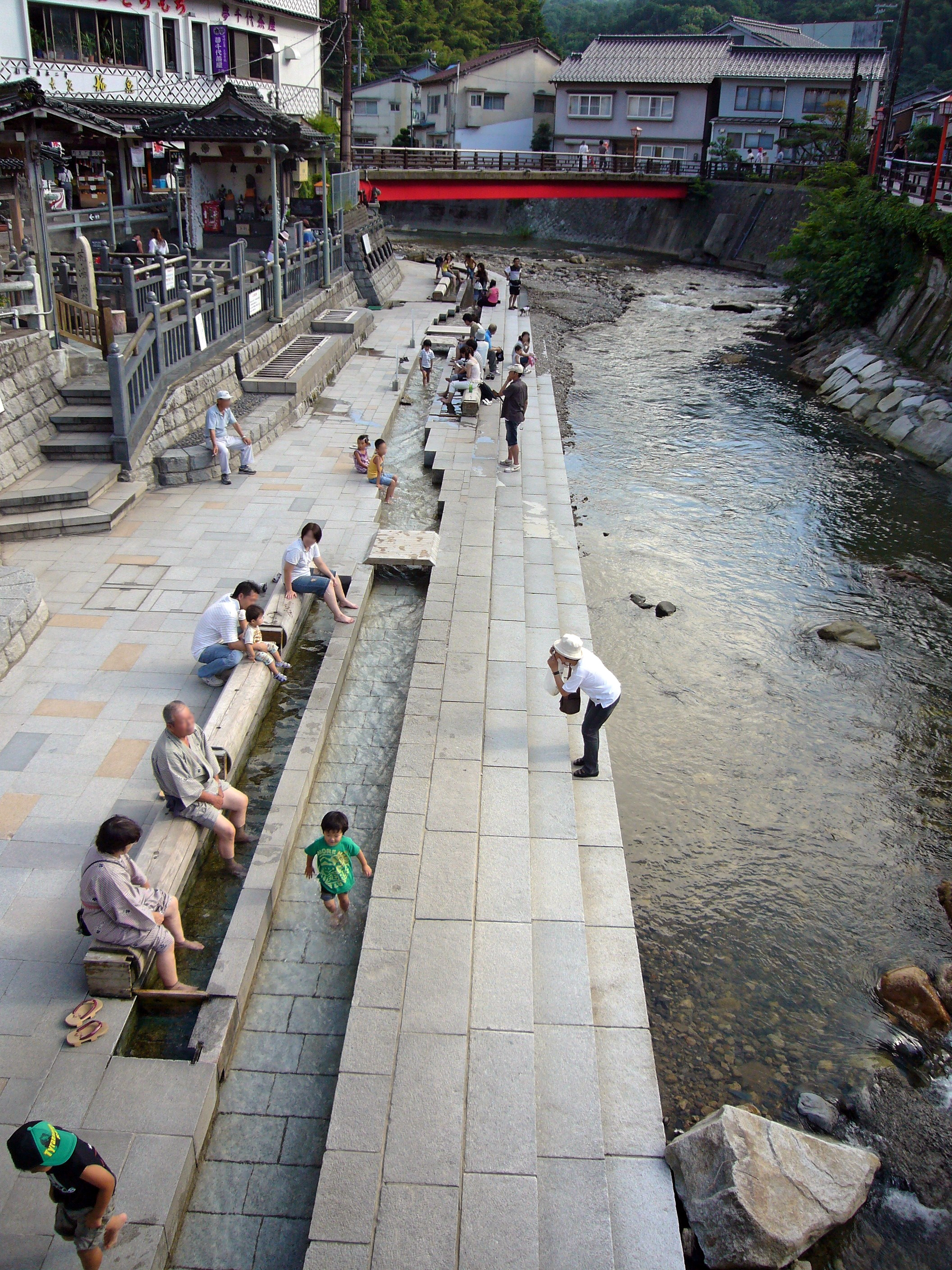
유무라 온천의 족욕탕

족욕(足浴)은 발을 온천이나 목욕탕에 입욕하는 것을 말한다.